# نهاية قصة (فلم)
نهاية قصة هو فيلم اُنتج عام 1951 من بطولة محمد فوزي، ومديحة يسري.
كانت هناك نسخة مفقودة من الفيلم صورت بالألوان الطبيعية.

## قصة الفيلم
شاب ثري (محمد فوزي) يهوى كتابة القصص، يؤلف قصة عن رجل ثري، يتقدم ابن أخيه للزواج من ابنته فيرفضه، ويوصي الثري أن تتزوج أحداً آخر.
يقدم صاحب القصة قصته للاشتراك بها في إحدى المسابقات، فيُعجب بها المشرف على المسابقة (سليمان نجيب) الذي يعمل أيضاً وكيلاً لإحدى الأسر الثرية، والذي تتفق أحداث القصة مع حياتة تلك الأسرة، وتعجب ابنة الثري (مديحة يسري) بنهاية تلك القصة وتطلب أن يكون المؤلف هو الزوج الآخر المذكور في القصة، خصوصاً وأنها تعرفه من قبل.

## أغاني الفيلم
أغاني الفيلم من نظرة عين، ويا نور جديد، (تأليف عبد العزيز سلام)، وجمالك بيزيد ف عنيه، وياللي إنت عايز تعرف (تأليف مصطفى السيد)، وكلها من تلحين محمد فوزي.